# Jonas Blue
Jonas Blue, właściwie Guy James Robin (ur.  2 sierpnia 1989 w Londynie) – brytyjski DJ oraz producent muzyczny.

## Życiorys
W 2015 roku Jonas Blue zyskał międzynarodowy rozgłos wydając house'ową wersję utworu „Fast Car” z 1988 roku, wykonywanego oryginalnie przez Tracy Chapman. W utworze gościnnie wystąpiła brytyjska piosenkarka Dakota. Utwór dotarł do drugiego miejsca notowania UK Singles Chart, plasując się wyżej niż oryginalnie wykonywany utwór przez Chapman, który dotarł w maju 1988 roku do 5 miejsca w tym samym notowaniu. 
2 czerwca 2016 roku ukazał się nowy singel Jonasa pt. „Perfect Strangers”, w którym do współpracy został zaproszony JP Cooper. Singel powtórzył sukces poprzedniego utworu i dotarł do top 10 w większości krajów w których był notowany. 28 października został wydany kolejny singel „By Your Side”, w którym zaśpiewała Raye, a 5 maja 2017 roku swoją premierę miał utwór „Mama” z gościnnym udziałem australijskiego piosenkarza Williama Singe.
14 lipca 2017 ukazał się debiutancki album Jonasa zatytułowany Jonas Blue: Electronic Nature – The Mix 2017.

## Dyskografia

### Albumy
- Jonas Blue: Electronic Nature – The Mix 2017
- Blue – POL: 2× platynowa płyta[5]

### Single
| Rok                                                   | Tytuł                                                  | Pozycja na liście | Pozycja na liście | Pozycja na liście | Pozycja na liście | Pozycja na liście | Pozycja na liście | Pozycja na liście | Pozycja na liście | Pozycja na liście | Pozycja na liście | Certyfikat | Album               |
| Rok                                                   | Tytuł                                                  | UK                | AUS               | AUT               | DEN               | GER               | NL                | NOR               | NZ                | SWE               | US                | Certyfikat | Album               |
| ----------------------------------------------------- | ------------------------------------------------------ | ----------------- | ----------------- | ----------------- | ----------------- | ----------------- | ----------------- | ----------------- | ----------------- | ----------------- | ----------------- | --- | ------------------- |
| 2015                                                  | „Fast Car” (gościnnie: Dakota)                         | 2                 | 1                 | 3                 | 6                 | 2                 | 3                 | 9                 | 2                 | 2                 | 98                | - UK: 2× platynowa płyta - AUS: 4× platynowa płyta - GER: 3× złota płyta - SWE: 5× platynowa płyta - IFPI AUT: platynowa płyta - IFPI NOR: 2× platynowa płyta - NZ: 2× platynowa płyta - USA: platynowa płyta - POL: 4× platynowa płyta | Blue                |
| 2016                                                  | „Perfect Strangers” (gościnnie: JP Cooper)             | 2                 | 6                 | 9                 | 11                | 9                 | 3                 | 7                 | 8                 | 3                 | —                 | - UK: platynowa płyta - AUS: 2× platynowa płyta - GER: platynowa płyta - NZ: platynowa płyta - USA: złota płyta - POL: 3× platynowa płyta                                                                                               | Blue                |
| 2016                                                  | „By Your Side” (gościnnie: Raye)                       | 15                | 33                | 56                | —                 | 45                | 35                | —                 | —                 | 94                | —                 | - UK: złota płyta< | Blue                |
| 2017                                                  | „Mama” (gościnnie: William Singe)                      | 4                 | 7                 | 5                 | 5                 | 5                 | 5                 | 9                 | 8                 | 6                 | —                 | - UK: platynowa płyta - AUS: 3× platynowa płyta - GER: platynowa płyta - AUT: złota płyta - DEN: złota płyta - NZ: złota płyta - USA: złota płyta - POL: 3× platynowa płyta                                                             | Blue                |
| 2017                                                  | „We Could Go Back” (gościnnie: Moelogo)                | 74                | —                 | —                 | —                 | —                 | —                 | —                 | —                 | —                 | —                 | | Blue                |
| 2018                                                  | „Hearts Ain't Gonna Lie” oraz Arlissa                  | —                 | —                 | —                 | —                 | —                 | —                 | —                 | —                 | —                 | —                 | | —                   |
| 2018                                                  | „Alien” oraz Sabrina Carpenter                         | —                 | —                 | —                 | —                 | —                 | —                 | —                 | —                 | —                 | —                 | | Blue                |
| 2018                                                  | „Rise” (gościnnie: Jack & Jack)                        | 3                 | 7                 | 2                 | 20                | 8                 | 3                 | 10                | 13                | 14                | —                 | - POL: 4× platynowa płyta | Blue                |
| 2018                                                  | „I See Love” (gościnnie: Joe Jonas)                    | —                 | —                 | —                 | —                 | —                 | —                 | —                 | —                 | —                 | —                 | | Blue                |
| 2018                                                  | „Back & Forth” oraz MK, Becky Hill                     | 12                | —                 | —                 | —                 | —                 | —                 | —                 | —                 | —                 | —                 | | —                   |
| 2018                                                  | „Roll with Me” oraz Bantu, Shungudzo, ZieZie           | —                 | —                 | —                 | —                 | —                 | —                 | —                 | —                 | —                 | —                 | | —                   |
| 2018                                                  | „Polaroid” oraz Liam Payne, Lennon Stella              | 12                | —                 | —                 | —                 | —                 | 20                | —                 | —                 | —                 | —                 | - POL: złota płyta | Blue                |
| 2019                                                  | „Desperate” oraz Nina Nesbitt                          | —                 | —                 | —                 | —                 | —                 | —                 | —                 | —                 | —                 | —                 | | Blue                |
| 2019                                                  | „Wild” oraz Chelcee Grimes, Tini, Jhay Cortez          | —                 | —                 | —                 | —                 | —                 | —                 | —                 | —                 | —                 | —                 | | Blue                |
| 2019                                                  | „What I Like About You” oraz Theresa Rex               | 16                | —                 | —                 | —                 | 93                | 89                | —                 | —                 | —                 | —                 | - POL: złota płyta | —                   |
| 2019                                                  | „Ritual” oraz Tiesto, Rita Ora                         | 28                | —                 | —                 | —                 | —                 | 11                | —                 | —                 | 28                | —                 | - POL: diamentowa płyta | The London Sessions |
| 2023                                                  | „Crying On the Dancefloor” oraz Sam Feldt, Violet Days |                   |                   |                   |                   |                   |                   |                   |                   |                   |                   | - POL: złota płyta |                     |
| "—" oznacza, że singel nie był notowany, bądź wydany. |                                                        |                   |                   |                   |                   |                   |                   |                   |                   |                   |                   | |                     |